# 老泰利·德·拉·梅薩·艾倫
老泰利·德·拉·梅薩·艾倫（Terry de la Mesa Allen, Sr.，1888年4月1日—1969年9月12日），是美國的陸軍少將。他參加過第一次世界大戰，二戰期間曾經指揮第1步兵師到北非戰場和西西里島直到1942－1943年，之後擔任104步兵師師長直到第二次世界大戰結束。

## 生平

### 大戰前後
第一次世界大戰之後，艾倫回到美國，他的臨時軍階被撤，回復到上尉，直到1920年7月1日，晉升為少校。1922，艾倫分配到第61騎兵師。其後在堪薩斯州賴利堡的騎兵學校，繼續學習高級課程。1935年8月1日，艾倫晉升為中校，成為堪薩斯州賴利堡的騎兵學校教官。1939年譔寫了騎兵團和小單位的偵察。1940年10月1日，美國陸軍參謀長馬歇爾上將晉升他為准將（跳過上校階段）；1942年，他晉升為少將并指揮第1步兵師。

### 第二次世界大戰
1942年，第1步兵師調赴英國進行戰鬥訓練，包括兩栖作戰訓練。艾倫和他的助理師長西奧多·羅斯福陸軍准將（美國前總統西奧多·羅斯福的兒子）尊敬自己作為戰鬥指揮。艾倫的傲慢和非正式的領導風格，在師上為他贏得了尊敬和忠誠的人，他強調攻擊性和戰鬥力不是軍事的主要原因。另一個夥伴為他麾下的參謀長諾曼·科塔，稍後會進行重要的軍事任務——諾曼第登陸。

### 火炬行動
1942年11月8日，艾倫指揮的第1步兵師參加了入侵北非的行動。本師降落在奧蘭，阿爾及利亞，該師的任務是重要的一部分。1943年1月21日到1943年5月9日，陸軍少將勞埃德·弗雷登多爾進攻加夫薩，并進行突尼西亞戰役，確保攻入突尼斯。7月，104師和其他單位，入侵西西里島。1943年3月3日，馬歇爾寫信給艾森豪表揚第1步兵師的領導人：“艾倫似乎做了一份滿意的工作；副官羅斯福也得到讚揚。”
儘管艾倫的成功，奧瑪爾·布拉德利強烈批評艾倫和羅斯福的戰鬥時的領導風格。布拉德利寫道：“艾倫的第1步兵師吵鬧地慶祝勝利突入突尼斯。在城鎮從突尼斯一直到阿爾澤，該師搶劫商店里的葡萄酒和激怒了鎮長。奧蘭該師真的橫行霸道。什麽時候開始麻煩的救援部隊，長期駐紮在奧蘭，關閉他們的俱樂部設施，我們的戰鬥部隊從前線，受到這種排斥，這一次第1步兵師湧入城“解放”。”布萊德利說：“儘管有指揮的才能，無論是艾倫還是他的副師長羅斯福，也要有紀律性。他們看來紀律差，且為不受歡迎和風度翩翩的指揮官。”儘管如此，布萊德利承認艾倫領導的軍隊是不可預知的。

### 104步兵師
1943年8月9日，艾倫當選時代雜誌封面人物，并調為別名森林狼師的第104步兵師師長，但艾倫還是用他那種指揮和領導方式。第104步兵師回想他的指揮有自信、頑強、決心和侵略性。第104步兵師在桑那州和佛羅里達州訓練時，艾倫強調自己作戰成功的準則是：“找到他們，準備對付他們，攻擊他們，要登高望遠，以最小的傷亡造成敵人最大破壞，夜間攻擊，夜間攻擊，夜間攻擊。”該師廣泛利用夜間實行進攻行動，得到較大的效果，從敵人的火炮和機槍火力下破壞敵人的同時減少人員的傷亡。1944年參加突出部戰役，得到布萊德利的讚賞。該師後來包圍魯爾。最後，艾倫指揮他的104步兵師傅進攻穆爾德河。在這次戰鬥中，第104戰鬥師的能力較晚才能體現。
1946年6月，艾倫在戰爭結束、第104步兵師解編後返回美國。